# NHL 1935/1936
Sezóna 1935/1936 byla 19. sezonou NHL. Vítězem Stanley Cupu se stal tým Detroit Red Wings. Před sezonou byl z důvodu finančních potíží rozpuštěn tým St. Louis Eagles, a tak se počet účastníků snížil na 8.

## Konečná tabulka základní části

### Kanadská divize
| Tým                 | Z  | V  | P  | R  | B  | VG  | IG  |
| ------------------- | -- | -- | -- | -- | -- | --- | --- |
| Montreal Maroons    | 48 | 22 | 16 | 10 | 54 | 114 | 106 |
| Toronto Maple Leafs | 48 | 23 | 19 | 6  | 52 | 126 | 106 |
| New York Americans  | 48 | 16 | 25 | 7  | 39 | 109 | 122 |
| Montreal Canadiens  | 48 | 11 | 26 | 11 | 33 | 82  | 123 |

### Americká divize
| Tým                 | Z  | V  | P  | R  | B  | VG  | IG  |
| ------------------- | -- | -- | -- | -- | -- | --- | --- |
| Detroit Red Wings   | 48 | 24 | 16 | 8  | 56 | 124 | 103 |
| Boston Bruins       | 48 | 22 | 20 | 6  | 50 | 92  | 83  |
| Chicago Black Hawks | 48 | 21 | 19 | 8  | 50 | 93  | 92  |
| New York Rangers    | 48 | 19 | 17 | 12 | 50 | 91  | 96  |

## Play off
|  | Čtvrtfinále | Čtvrtfinále         | Čtvrtfinále      |                     |    | Semifinále          | Semifinále | Semifinále |  |  | Finále Stanley Cupu | Finále Stanley Cupu | Finále Stanley Cupu |
|  |             |                     |                  |                     |    |                     |            |            |  |  |                     |                     |                     |
|  |             |                     |                  |                     |    |                     |            |            |  |  |                     |                     |                     |
|  |             | K1                  | Montreal Maroons | 0                   |    |                     |            |            |  |  |                     |                     |                     |
|  |             |                     |                  | 0                   |    |                     |            |            |  |  |                     |                     |                     |
|  |             |                     | A1               | Detroit Red Wings   | 3  |                     |            |            |  |  |                     |                     |                     |
|  |             |                     | A1               | Detroit Red Wings   | 3  |                     |            |            |  |  |                     |                     |                     |
|  |             |                     |                  |                     |    |                     |            |            |  |  |                     |                     |                     |
|  |             |                     |                  |                     |    |                     |            |            |  |  |                     |                     |                     |
|  |             |                     |                  |                     |    |                     |            |            |  |  | A1                  | Detroit Red Wings   | 3                   |
|  |             |                     | K2               | Toronto Maple Leafs | 1  |                     |            |            |  |  |                     |                     |                     |
|  | K2          | Toronto Maple Leafs | 8G               |                     |    |                     |            |            |  |  |                     |                     |                     |
|  | A2          | Boston Bruins       | 6G               |                     |    |                     |            |            |  |  |                     |                     |                     |
|  | A2          | Boston Bruins       | 6G               |                     | K2 | Toronto Maple Leafs | 2          |            |  |  |                     |                     |                     |
|  |             |                     |                  |                     | K2 | Toronto Maple Leafs | 2          |            |  |  |                     |                     |                     |
|  |             |                     | K3               | New York Americans  | 1  |                     |            |            |  |  |                     |                     |                     |
|  | K3          | New York Americans  | K3               | New York Americans  | 1  | 7G                  |            |            |  |  |                     |                     |                     |
|  | K3          | New York Americans  |                  |                     |    | 7G                  |            |            |  |  |                     |                     |                     |
|  | A3          | Chicago Black Hawks | 5G               |                     |    |                     |            |            |  |  |                     |                     |                     |

## Ocenění
| Calder Memorial Trophy:    | Mike Karakas, Chicago Black Hawks |
| Hart Memorial Trophy:      | Eddie Shore, Boston Bruins        |
| Lady Byng Memorial Trophy: | Doc Romnes, Chicago Black Hawks   |
| O'Brien Cup:               | Montreal Maroons                  |
| Prince of Wales Trophy:    | Detroit Red Wings                 |
| Vezina Trophy:             | Tiny Thompson, Boston Bruins      |